# DMS-10
DMS-10（ディ・エム・エス・テン）はノーザンテレコム（Northern Telecom、カナダ オンタリオ州）製の電気通信事業用デジタル交換機である。

## 概要
1974年（昭和49年）に、ベル・ノーザン研究所の完全デジタルPBXのSL1が完成した。これが、米国農務省に、農村電化の推奨交換機に指定された。
1976年（昭和51年）に、ノーザンテレコムに改名し、電気通信事業仕様のデジタル交換機「Digital World」のリリース予定を発表した。制御装置を二重化しBORSCHT回路をSL1-PBXから流用したものであり、このラインアップにDMS-10が含まれていた。

## 日本での導入
1986年（昭和61年）に、分社化前の旧NTTが中容量ディジタル交換機DMS-10を購入する契約を締結。1987年（昭和62年）4月にノーザンテレコム（現 ノーテルネットワークス (Nortel Networks)）から中容量局用ディジタル交換機（最大約1万端子）を購入した。1989年（平成元年）に、地方のデジタル化促進・遠隔集約保守による合理化のため本格導入を始めた。
電電ファミリーと呼ばれる国内メーカー以外から初めて採用された唯一の海外メーカー製の電気通信事業用デジタル交換機である。貿易摩擦により海外からの政治圧力で導入された。
D60・D70とソフトウェアの互換性がなく、新サービス導入に費用が掛かる原因となり、保守運用費用が高くなっていたため、2003年（平成15年）から撤去を開始し、NTT東日本は2005年（平成17年）、NTT西日本も2008年（平成20年）に撤去を完了した。後継機種として、NTT新ノードシステム (NS-8000) のRSBM （Remote Subscriber Module : 遠隔加入者収容モジュール）での光収容が導入された。

## 歴史
- 1974年（昭和49年） - ベル・ノーザン研究所の完全デジタルPBXのSL1が完成[1]。
- 1976年（昭和51年） - ノーザンテレコムが「Digital World」のリリース予定を発表。
- 1980年（昭和55年） - NTT調達取決め策定[2]。
  - 同年「Digital World」の交換機DMS-10からDMS-100、及びDMS-200/300迄全てが、稼働中又は出荷準備完了となる。
- 1985年（昭和60年） - 政府登録旅館のホテル花巻へ外資系企業として初めてノーザンテレコムが日本国内に大型のデジタル化PBXを納入。
  - これが契機となり翌年NTTとの契約となる。
- 1986年（昭和61年） - NTTとノーザンテレコム間で購入契約を締結。約2億5千万ドル。
- 1987年（昭和62年） - 東京近郊の沼南地域（千葉県の沼南町（現 柏市））に1号機納入。
- 1988年（昭和63年） - 商用第1号機サービス開始。
- 1993年（平成5年）2月 - 購入契約2年半延長。新たに契約した総額は約2億7千万ドル（340億円）。今までの契約分を合わせると約5億ドル（760億円）。273ユニット稼動中[3]。
- 1998年（平成10年）9月 - NTT調達取決めを改善し延長[2]。
- 1999年（平成11年）7月 - NTT再編に伴いNTT調達取決めが失効、簡素化された措置の2年実施で決着[2]。
- 2001年（平成13年）6月 - NTT調達取決めに関する簡素化された措置終了、取決めの完全失効確認[2]。
- 2003年（平成15年） - 新ノードシステムへの更改をNTTが発表。
- 2005年（平成17年） - NTT東日本が更改を完了。
- 2008年（平成20年） - NTT西日本が沖縄を最後に更改を完了[4]。